# Majda Zekan
Majda Zekan (Rijeka, 30. kolovoza 1988.) je hrvatska vaterpolistica i hrvatska reprezentativka. Igra u obrani. Visine je 173 cm. Igra desnom rukom.
Vaterpolo igra od 2004. godine. 
Sudjelovala je na EP 2010. kad su hrvatske vaterpolistice nastupile prvi put u povijesti. Te je sezone igrala za ŽVK Primorje.